# ソプデト
ソプデト (Sopdet) あるいはセペデト (Sepedet) は、エジプト神話における豊穣の女神。

## 概要
夫に星の神サフを持ち、彼との間に戦いの神ソペドを成した。
ソプデトは豊穣を司る女神である他、シリウス星が神格化した存在でもある。同じエジプトの豊穣の女神イシスと関係が深く、ソプデトの起源はイシスとされる。
聖獣は古くは牝牛であったが、雌犬へと変わった。

## 名前の由来
名前の由来は「尖ったもの、鋭いもの」を意味する「spd」（ソプドあるいはセペド）。
ギリシア語およびラテン語ではソティス (Σῶθις, Sothis) とも呼ばれる。
ヒエログリフではソプデトは「△（三角形）」で表されている。

## 信仰
エジプトにおけるシリウス信仰の歴史は古く、エジプト第1王朝の時代には既に確認されており、「ナイルの星」や「イシスの星」として崇められた。
夏の代名詞であるシリウス星は、地平線上に沈んで見えなくなった70日後、太陽が昇る直前に東の地平線上にシリウス星が現れる時期になると、ナイル川は年に一度の洪水を起こし始め、エジプトの大地に水の恵みをもたらした。
そのため、洪水の時期を知らせるシリウス星であるソプデトは肥沃の女神としても信仰された。
シリウス星は「明けの明星」「啓明星」「太陽を呼ぶ星」さらには「大きい方の太陽」と呼ばれ、本来の太陽は「小さい方の太陽」と呼ばれた。
シリウス星の出てくる方向に建てられた女神イシスの神殿では、ヒライアカル・ライジングの朝は、太陽（太陽神ラー）とシリウス星（女神ソプデト）の光が地平線上で交じり合いながら神殿内に差し込んだと言われている。